# Copa Sevilla 2001
Il Copa Sevilla 2001 è stato un torneo di tennis facente parte della categoria ATP Challenger Series nell'ambito dell'ATP Challenger Series 2001. Il torneo si è giocato a Siviglia in Spagna dal 17 al 22 settembre 2001 su campi in terra gialla.

## Vincitori

### Singolare
Stefano Galvani ha battuto in finale  Todd Larkham con il punteggio di 6–2, 6–4.

### Doppio
Stefano Galvani /  Vincenzo Santopadre hanno battuto in finale  Marc López /  Santiago Ventura con il punteggio di 6–4, 6–4.